# فرانك ساوثول
فرانك ساوثول (بالإنجليزية: Frank Southall)‏ مواليد 2 يوليو 1904 في إنجلترا - الوفاة 1 مارس 1964، كان دراج إنجليزي في صنف سباق الدراجات على الطريق. سبق أن شارك في دورة الألعاب الأولمبية الصيفية وحقق عدة ميداليات أولمبية.

## الميداليات
| الميدالية | المسابقة                       |
| --------- | ------------------------------ |
| فضية      | الألعاب الأولمبية الصيفية 1928 |
| فضية      | الألعاب الأولمبية الصيفية 1928 |
| برونزية   | الألعاب الأولمبية الصيفية 1932 |

## روابط خارجية
- فرانك ساوثول على موقع أرشيف الدراجات (الإنجليزية)
- فرانك ساوثول على موقع إحصائيات الدراجات الإحترافية (الإنجليزية)
- فرانك ساوثول على موقع اللجنة الأولمبية الدولية (الإنجليزية)
- فرانك ساوثول على موقع أوليمبيديا (الإنجليزية)